# Adolf Gustav Döring

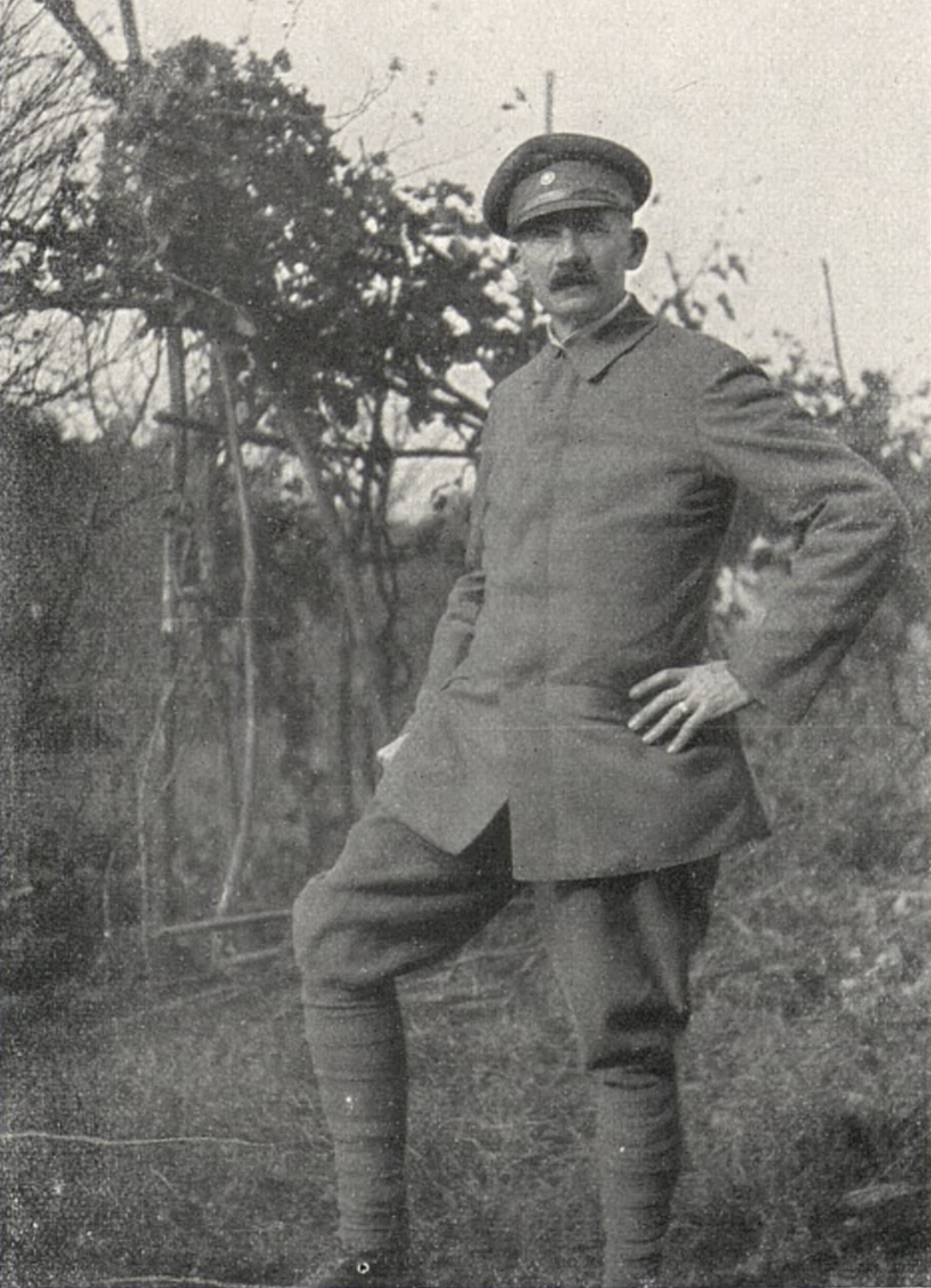
Adolf Gustav Döring (1915)

Adolf Gustav Döring (* 6. Februar 1864 in Berlin; † 30. Dezember 1938 in Barth) war ein deutscher Maler.

## Leben
Adolf Gustav Döring studierte an der Akademie der Künste in Berlin. Hier gehörten Carl Gustaf Hellqvist, Paul Meyerheim und Hans Meyer zu seinen Lehrern. Ab 1888 wurden seine Arbeiten auf den Großen Berliner Akademieausstellungen gezeigt. Er unternahm Reisen nach Afrika, Indien und Amerika. 1896 heiratete er Dorothea Douzette, die Tochter des Malers Louis Douzette, und verlegte den Wohnort nach Barth (MV). Das Paar lebte zeitweilig in der Villa Douzette. Döring verarbeitete dort die auf seinen Reisen gesammelten Motive. Beliebtes Sujet seines Schaffens war die Küstenlandschaft auf dem Darß und der Halbinsel Zingst. Mit seinem Schwiegervater arbeitete er zusammen; von dessen Gemälden schuf er Radierungen. Adolf Gustav Döring war von 1889 bis zu seinem Tod Mitglied des Vereins Berliner Künstler.